# Älekulla
Älekulla is een plaats in de gemeente Mark in het landschap Västergötland en de provincie Västra Götalands län in Zweden. De plaats heeft 76 inwoners (2005) en een oppervlakte van 10 hectare.